# Maria Anna di Savoia
Maria Anna Carolina Pia di Savoia (Roma, 19 settembre 1803 – Praga, 4 maggio 1884) è stata una principessa italiana appartenente a Casa Savoia che divenne, in seguito al matrimonio con Ferdinando I d'Austria, imperatrice consorte d'Austria.

## Biografia

### Infanzia in esilio

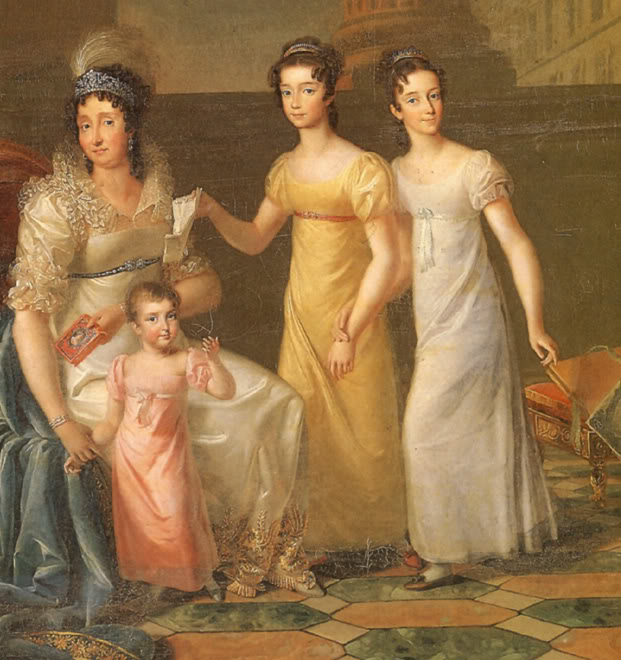
Maria Anna con la madre, Maria Teresa d'Asburgo-Este, e le sorelle

Figlia di Vittorio Emanuele I di Savoia, re di Sardegna e duca di Savoia, e di Maria Teresa d'Asburgo-Este, aveva una sorella gemella, Maria Teresa. A entrambe le bambine venne aggiunto il nome Pia in onore del papa Pio VII che le battezzò.
Quando nacque Maria Anna, infatti, i Savoia si trovavano ospiti del papa, fuggiti da Torino occupata dalle truppe di Napoleone. Suo zio paterno Carlo Emanuele IV di Savoia nel 1802 era stato costretto anche ad abdicare.
Quando Maria Anna ebbe un anno, la famiglia fu di nuovo costretta a cercare un altro rifugio e si recò in Sardegna. A Cagliari i Savoia abitarono per otto anni, fino alla caduta di Napoleone.
Maria Anna, accanto alla sua famiglia, fece il suo primo ingresso a Torino nel 1814. Suo padre era ora re di Sardegna col nome di Vittorio Emanuele I.
Nel 1820 la sua sorella gemella fu data in sposa a Carlo Ludovico di Borbone. L'anno dopo gli insorti piemontesi dei moti rivoluzionari chiesero la costituzione. Rifiutatosi di concederla, Vittorio Emanuele abdicò il 13 marzo 1821 a favore di suo fratello Carlo Felice di Savoia.
Maria Anna, con i genitori e i fratelli, iniziò una serie di trasferimenti: prima a Racconigi e poi a Moncalieri, ove nel 1824 si spense suo padre.

### Matrimonio

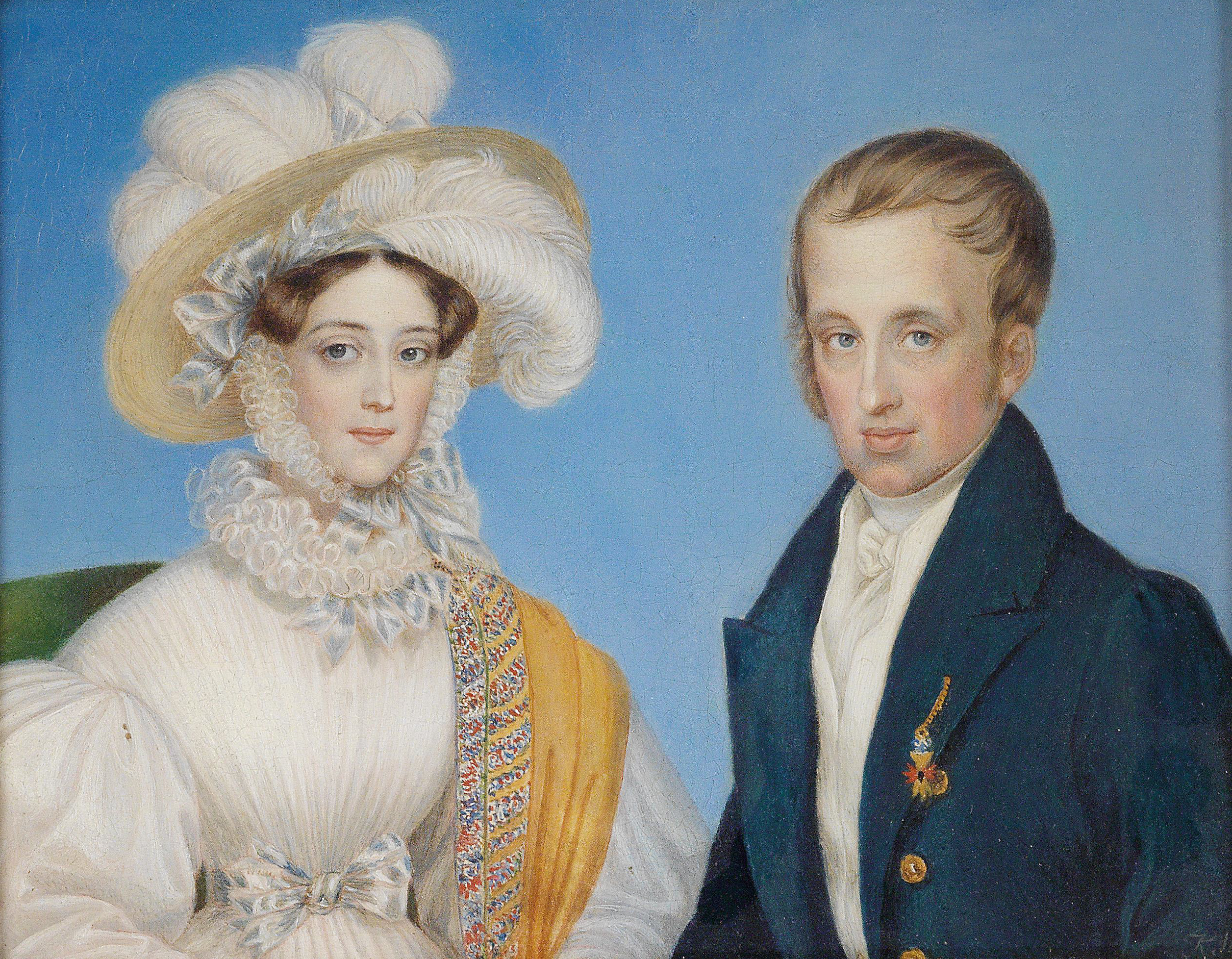
Maria Anna e Ferdinando I d'Austria

Nel 1830 Francesco I d'Austria scelse per suo figlio Ferdinando I d'Austria come sposa la ventottenne Maria Anna. Le nozze avvennero con sfarzo a Vienna il 27 febbraio 1831. Ferdinando era stato incoronato re d'Ungheria il 28 ottobre 1830 e, in quanto primo figlio maschio, era destinato a succedere al padre.
Nel 1832 morì sua madre Maria Teresa e Maria Anna si preoccupò di sistemare sua sorella minore Maria Cristina di Savoia, a cui trovò un marito degno del suo rango in Ferdinando II di Borbone. Dall'unione sarebbe nato l'ultimo re delle Due Sicilie Francesco II di Borbone.
Il 2 marzo 1835 morì Francesco I, così che Maria Anna e il marito divennero imperatori d'Austria. L'anno dopo, il 2 settembre 1836, presso la cattedrale di Praga, gli imperatori vennero incoronati sovrani di Boemia. Presso il duomo di Milano, il 6 settembre 1838, la coppia fu incoronata re e regina del Lombardo-Veneto.
Suo marito Ferdinando era però, per sua natura, incapace di governare e il governo dell'impero era in realtà portato avanti dal ministro Metternich. L'incapacità di governo derivava anche dall'insensibilità di cogliere quei cambiamenti sociali che portarono ai tumulti del '48. Scoppiati anche a Vienna, Ferdinando e Maria Anna fuggirono con la corte a Innsbruck.

### Alla corte di Vienna

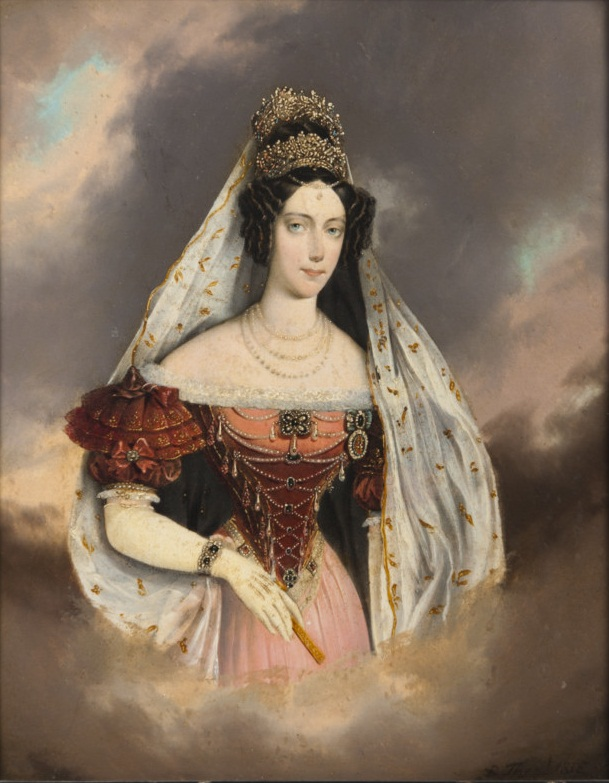
Maria Anna, imperatrice d'Austria

In tutto quel trambusto Maria Anna, incapace di dare figli al marito (ma questi era forse incapace a congiungersi con la moglie) e di origine italiana, anzi imparentata con quel Carlo Alberto di Savoia che stava combattendo contro gli austriaci, era malvista a corte. Ella inoltre non era dotata dello spirito politico di sua cognata Sofia di Baviera, madre tra l'altro di ben quattro figli maschi. L'imperatrice era quindi nella condizione di non poter esercitare nessuna influenza politica sul marito e incapace di poter dar qualche consiglio. Ferdinando I in occasione della sua salita al trono, concesse però una amplissima amnistia a favore dei patrioti italiani incarcerati, dietro anche consiglio di sua moglie che era italiana.

### Ultimi anni e morte
Il 12 agosto 1848 la famiglia Asburgo fece di nuovo ritorno a Vienna, ma i moti ricominciarono e dovette fuggire una seconda volta, stavolta a Olmutz. Il 2 dicembre arrivò la decisione finale di Ferdinando: abdicare. La corona imperiale passò allora a suo nipote Francesco Giuseppe d'Austria, che la mantenne per 68 anni.
Maria Anna lasciò la corte viennese e si trasferì col marito a Praga. Rimasero lì per tutto il resto della loro vita, mentre in Europa gli sconvolgimenti politici e sociali continuavano. Ferdinando morì il 29 giugno 1875. Maria Anna lo seguì nove anni dopo, il 4 maggio 1884. Con Maria Anna si estinse definitivamente il ramo principale dei Savoia.

## Ascendenza
|                                 |                       |                                        | Genitori                                        |  |  | Nonni |  |  | Bisnonni                     |  |  | Trisnonni                    |  |
|                                 |                       |                                        |                                                 |  |  |       |  |  | Carlo Emanuele III di Savoia |  |  | Vittorio Amedeo II di Savoia |  |
|                                 |                       |                                        |                                                 |  |  |       |  |  | Carlo Emanuele III di Savoia |  |  | Vittorio Amedeo II di Savoia |  |
|                                 |                       | Anna Maria di Borbone-Orléans          |                                                 |  |  |       |  |  | Carlo Emanuele III di Savoia |  |  |                              |  |
| Vittorio Amedeo III di Savoia   |                       |                                        |                                                 |  |  |       |  |  | Carlo Emanuele III di Savoia |  |  |                              |  |
|                                 |                       | Polissena d'Assia-Rheinfels-Rotenburg  | Ernesto Leopoldo d'Assia-Rheinfels-Rotenburg    |  |  |       |  |  |                              |  |  |                              |  |
|                                 |                       | Polissena d'Assia-Rheinfels-Rotenburg  | Ernesto Leopoldo d'Assia-Rheinfels-Rotenburg    |  |  |       |  |  |                              |  |  |                              |  |
|                                 |                       | Polissena d'Assia-Rheinfels-Rotenburg  | Eleonora Maria di Löwenstein-Wertheim-Rochefort |  |  |       |  |  |                              |  |  |                              |  |
| Vittorio Emanuele I di Savoia   |                       | Polissena d'Assia-Rheinfels-Rotenburg  |                                                 |  |  |       |  |  |                              |  |  |                              |  |
|                                 |                       | Filippo V di Spagna                    | Luigi, il Gran Delfino                          |  |  |       |  |  |                              |  |  |                              |  |
|                                 |                       | Filippo V di Spagna                    | Luigi, il Gran Delfino                          |  |  |       |  |  |                              |  |  |                              |  |
|                                 |                       | Filippo V di Spagna                    | Maria Anna Vittoria di Baviera                  |  |  |       |  |  |                              |  |  |                              |  |
| Maria Antonia di Borbone-Spagna |                       | Filippo V di Spagna                    |                                                 |  |  |       |  |  |                              |  |  |                              |  |
|                                 |                       | Elisabetta Farnese                     | Odoardo II Farnese                              |  |  |       |  |  |                              |  |  |                              |  |
|                                 |                       | Elisabetta Farnese                     | Odoardo II Farnese                              |  |  |       |  |  |                              |  |  |                              |  |
|                                 |                       | Elisabetta Farnese                     | Dorotea Sofia di Neuburg                        |  |  |       |  |  |                              |  |  |                              |  |
| Maria Anna di Savoia            |                       | Elisabetta Farnese                     |                                                 |  |  |       |  |  |                              |  |  |                              |  |
|                                 | Francesco I di Lorena | Leopoldo di Lorena                     |                                                 |  |  |       |  |  |                              |  |  |                              |  |
|                                 | Francesco I di Lorena | Leopoldo di Lorena                     |                                                 |  |  |       |  |  |                              |  |  |                              |  |
|                                 | Francesco I di Lorena | Elisabetta Carlotta di Borbone-Orléans |                                                 |  |  |       |  |  |                              |  |  |                              |  |
| Ferdinando d'Asburgo-Este       | Francesco I di Lorena |                                        |                                                 |  |  |       |  |  |                              |  |  |                              |  |
|                                 |                       | Maria Teresa d'Austria                 | Carlo VI d'Asburgo                              |  |  |       |  |  |                              |  |  |                              |  |
|                                 |                       | Maria Teresa d'Austria                 | Carlo VI d'Asburgo                              |  |  |       |  |  |                              |  |  |                              |  |
|                                 |                       | Maria Teresa d'Austria                 | Elisabetta Cristina di Brunswick-Wolfenbüttel   |  |  |       |  |  |                              |  |  |                              |  |
| Maria Teresa d'Asburgo-Este     |                       | Maria Teresa d'Austria                 |                                                 |  |  |       |  |  |                              |  |  |                              |  |
|                                 |                       | Ercole III d'Este                      | Francesco III d'Este                            |  |  |       |  |  |                              |  |  |                              |  |
|                                 |                       | Ercole III d'Este                      | Francesco III d'Este                            |  |  |       |  |  |                              |  |  |                              |  |
|                                 |                       | Ercole III d'Este                      | Carlotta Aglae di Borbone-Orléans               |  |  |       |  |  |                              |  |  |                              |  |
| Maria Beatrice d'Este           |                       | Ercole III d'Este                      |                                                 |  |  |       |  |  |                              |  |  |                              |  |
|                                 |                       | Maria Teresa Cybo-Malaspina            | Alderano I Cybo-Malaspina                       |  |  |       |  |  |                              |  |  |                              |  |
|                                 |                       | Maria Teresa Cybo-Malaspina            | Alderano I Cybo-Malaspina                       |  |  |       |  |  |                              |  |  |                              |  |
|                                 |                       | Maria Teresa Cybo-Malaspina            | Ricciarda Gonzaga                               |  |  |       |  |  |                              |  |  |                              |  |
|                                 |                       | Maria Teresa Cybo-Malaspina            |                                                 |  |  |       |  |  |                              |  |  |                              |  |

## Onorificenze

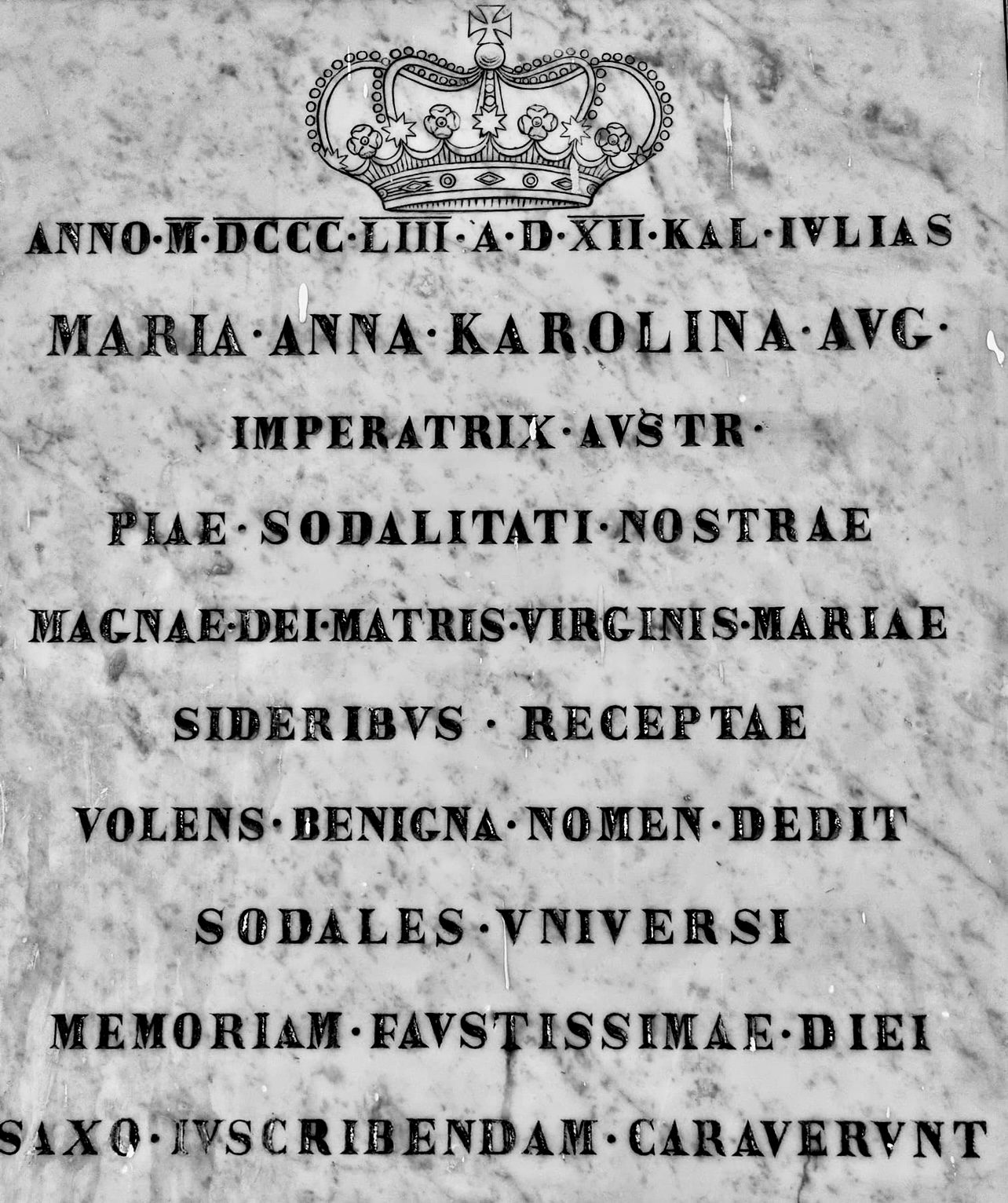
Lapide all’interno della chiesa della Confraternita dei Bianchi di Pievepelago

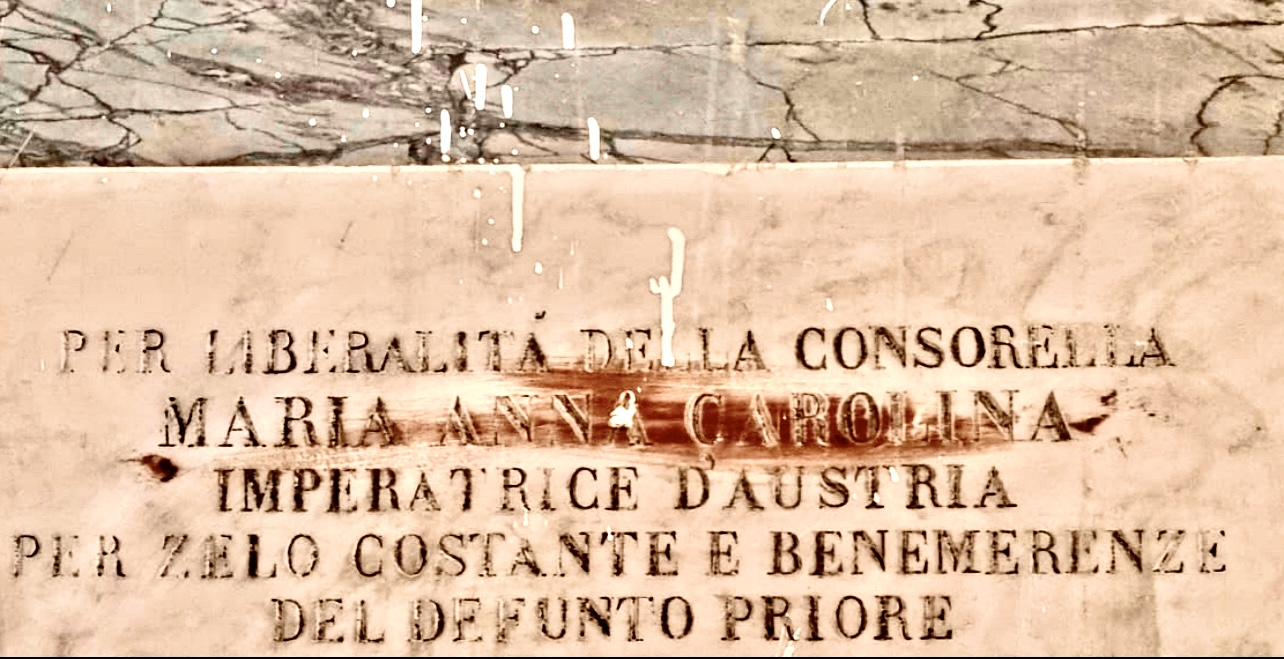
Lapide nella chiesa della Confraternita dei Bianchi di Pievepelago

Consorella della Confraternita di Santa Maria Assunta di Pievepelago.